# Rara (film)
Pour les articles homonymes, voir Rara.
Pour plus de détails, voir Fiche technique et Distribution.
Rara est un film argentino-chilien de 2016 réalisé par Pepa San Martín.

## Fiche technique
- Titre original : Rara
- Réalisation : Pepa San Martín
- Scénario : Pepa San Martín, Alicia Scherson
- Producteur :
- Société de productions : Manufactura de Peliculas, Le Tiro Cine
- Musique :
- Pays d'origine :  Argentine  Chili
- Langue originale : espagnol
- Genre : Drame, romance saphique
- Durée : 88 minutes (1 h 28)
- Date de sortie : 
  -  Allemagne : 13 février 2016 à la Berlinale
  -  États-Unis : 7 juin 2016  au festival international du film de Seattle
  -  Israël : 9 juillet 2016 au festival international du film de Jérusalem

## Distribution
- Julia Lübbert : Sara
- Emilia Ossandon : Catalina
- Mariana Loyola : Paula
- Agustina Muñoz : Lia
- Coca Guazzini
- Daniel Muñoz (en) : Victor
- Sigrid Alegría
- Micaela Cristi : Pancha
- Nicolás Vigneaux : Julian
- Claudia Celedón : Ximena

## Distinctions
- Queer Lisboa 2016 : 
  - Meilleure actrice pour Julia Lübbert
  - Prix du public